# Gran Turismo 6
Gran Turismo 6 — шоста частина серії автосимуляторів Gran Turismo. У продажу з грудня 2013 року. Демоверсія гри, яка більше підтримує GT Academy, ніж саму Gran Turismo 6, вийшла 2 липня і була доступна для безкоштовного завантаження в PlayStation Store до 31 серпня. Починаючи з 1 вересня, демоверсія не тільки зникла з PlayStation Store, але й стала недоступною, навіть якщо вона вже встановлена. Повна версія вийшла 6 грудня 2013.

## Розробка
Вперше про Gran Turismo 6 було розказано на 15-річному ювілеї Gran Turismo. Далі на Е3 2013 були розкриті кілька нововведень: нові машини, яких ніколи не було в серії — DeltaWing '12, Chevrolet Corvette Stingray C7, BMW Z4 GT3 '11, Mercedes-Benz SLS AMG GT3 '12, Nissan GT-R NISMO GT3 N24 Shulze Motorsport '13, Audi R8 LMS ultra (Audi Sport Team Phoenix) # 3 '12. Нові траси — Gemasolar, Willow Springs International Raceway, Matterhorn, а також нововведення — нова фізична модель, модель шин, підвіски, аеродинаміки тощо. За словами Ямауті, домогтися такого реалізму допомогла співпраця з компаніями: Yokohama Rubber, KW Automotive та ін . Нові машини, раніше ніколи не існували в серії Gran Turismo: Alfa Romeo TZ3 Stradale '11, Alpine A110 1600S '68, Audi Sport quattro S1 Rally Car '86, Ferrari Dino 246 GT '71, KTM X-BOW R '12, Light Car Company Rocket '07, Tesla Motors Model S Signature Performance '12. Також за словами розробників, в грі залишаться всі автомобілі з Gran Turismo 5 (включаючи з платних DLC). У демоверсії серед реальних трас доступна тільки Silverstone. Гра вийшла на PS3, а пізніше може бути портована на PS4. Офіційно гра вийшла 6 грудня 2013. З'явилися кілька видань, включаючи Anniversairy Edition. При попередньму замовленні гри, користувач отримує деякі переваги, як додаткові автомобілі в спеціальних кольорах, ексклюзивні і незвичайні фарби, екіпірування й т. д.
Також буде доступна цифрова версія Gran Turismo 6, яку можна буде завантажити, сплативши в PlayStation Store. Існує дві версії: Anniversairy Edition (на честь 15-річного ювілею серії Gran Turismo) і стандартна версія. 10 грудня 2013 почався перший сезонний захід в Gran Turismo 6.
Регулярно виходитимуть оновлення, що включають в себе контент (наприклад, концепти Vision Gran Turismo).

## Ігровий процес
На відміну від 5-ої частини, в цій грі відмовилися від сумнівної системи очок і рівнів. Замість них використовуються зірочки. Завдяки відсутності рівнів, при достатній кількості засобів можна придбати будь-який автомобіль на будь-якому етапі проходження гри. Однак, якщо раніше в більшості гонок можна було використовувати будь-які автомобілі, то ТР (технічний рейтинг) змушує гравців використовувати аналогічні суперникам автомобілі. Перед першою гонкою, навіть за наявності 30000 Cr., Гравець може придбати тільки Honda Fit. Поступово, відкриватимуться особливі заїзди: Goodwood Festival of Speed, Місячна експедиція.

## Vision GT
Vision GT — проект, що дає автовиробникам можливість створити автомобіль, найбільш відповідний їх уявленню про класі GT. Традиційно, автомобілі випускаються у складі оновлень, в деяких можуть бути відразу два концепти VGT від різних виробників.
Крім самого концепту VGT, деякі компанії випустили їх різновиди. Наприклад для Mercedes-Benz Vision GT, закриту версію Volkswagen Vision GTi, три версії Tomahawk VGT.

## Автомобілі
У грі присутні понад 1200 автомобілів. Докладний список можна подивитися на офіційному сайті гри. Також присутні всі автомобілі з Gran Turismo 5 (включаючи з платних і безкоштовних DLC, оновлень, а також Stealth-моделі та моделі Chrome Line). Після виходу гри виходили оновлення з новими автомобілями: BMW M4 Coupe (трохи пізніше вийшло оновлення з повною моделлю), Red Bull X 2014 (Junior, Standard і Fan Car), Chevrolet Corvette 2014 Stingray Gran Turismo Concept, Mercedes-Benz AMG Vision Gran Turismo Racing Series, Hudson '48 Mario Andretti's, Toyota FT-1 Concept, BMW Vision Gran Turismo, Mitsubishi Concept XR-PHEV Evolution VGT, Lotus 97T, WSR + '83 Ayrton Senna, DAB # 17 Racing Cart, Volkswagen Vision GTi.
18 березня 2015 г розробники повідомили про те, що в гру Gran Turismo 6 доданий концепт-кар LEXUS LF-LC GT «Vision Gran Turismo». Цей трасовий болід створений на основі концептуального купе LF-LC із застосуванням гоночних технологій. Отримати його можна після установки оновлення 1.17. Гравець зможе придбати цей автомобіль в розділі [Vision GT] меню [АВТОМОБІЛІ] екрану «Мій центр» (там же доступна і відеопрезентація). Крім того, автомобіль можна отримати, зробивши коло (з будь-яким результатом) в ході нового сезонного заходу, який буде проводитися обмежений час.

## Траси
У грі також присутні всі траси з Gran Turismo 5 (включаючи з платних DLC), а також нові: Brands Hatch (включаючи варіації), Silverstone Circuit (включаючи варіації), Ascari Race, Mount Panorama (включаючи варіації), Apricot Hill Raceway, Willow Springs (включаючи варіації), нічний варіант Daytona International Speedway, Goodwood Hill Climb, Materhorn (включаючи варіації), пізніше додані Red Bull Ring, Sierra Andalucia, Mid Field Raceway.

## Goodwood Festival of Speed
Гравцеві належить зробити заїзд на час по трасі Goodwood Hill Climb, на якій проходить Гудвудскій фестиваль швидкості, на різних машинах, в тому числі і на надшвидкому Red Bull X 2010 і Audi R18 TDI. Щоразу відкриваються три заїзди, у міру проходження гри.

## Місячна експедиція
У цьому особливому заїзді, гравець може повторити маршрут астронавтів «Аполлона-15». У ньому три заїзди. В одному з них гравець повинен спуститися по схилу до підніжжя величезного кратера Святого Георгія. У заключному заїзді, гравець повинен проїхати по вигаданій трасі (також на Місяці) збиваючи конуси. Всі заїзди проходять в умовах низького місячного тяжіння (через що, апарат, на якому проходить заїзд, часто злітає в повітря і в польоті перевертається). Апаратом є Lunar Roving Vehicle LRV-001 '71, на якому і пересувалися астронавти «Аполлона-15» по поверхні Місяця.

## Безкоштовне оновлення «Пам'яті Айртона Сенни»
30 травня вийшло оновлення «Пам'яті Айртона Сенни». Спочатку, планувалося випустити оновлення 27 травня, але у зв'язку з проблемами одночасного світового запуску, довелося перенести дату виходу. У ньому містилася три автомобілі, дві траси і три гоночних костюма 1983, 1985 і 1987 років.
DAP Racing Kart # 17 — карт, на якому виступав Айртон Сенна.
WSR (West Surrey Racing) F3, 1983 Ayrton Senna — болід Формули-3, в який Айртон Сенна перейшов з Формули-Форд.
Lotus 97T — болід Формули-1, побудований в 1985 році. На ньому Айртон Сенна здобув свою першу перемогу в Formula-1. Перш він виступав у команді Toleman, а потім, після Lotus перейшов в McLaren, а після в Williams, виступаючи за який він і загинув у 1994 році.
Також є дві траси Monza і Brands Hatch з плануванням 80-х років.
Також створені особливі заїзди, розділені на глави — 1980–1987. Там же доступні слайдшоу і відеоролики, що розповідають про життя Айртона Сенни.
Відеоролики також доступні на офіційному сайті Gran Turismo. [Архівовано 25 жовтня 2014 у Wayback Machine.]

## Відгуки
Гра перемогла в номінації «Гонка року» (2013) журналу «Ігроманія».

## Цікаві факти
- У грі присутні Ferrari F10 та Ferrari F2007, з чим це пов'язано, не повідомляється, можливо, що до цього призвела відсутність ліцензії F1.
  - У шостій частині серії Gran Turismo були доопрацьовані моделі деяких машин із «стандартних» в «елітні», таких як Sauber Mercedes C9, Bentley EXP Speed 8, Formula Gran Turismo, Toyota 2000GT та ін.
  - У грі відсутня Top Gear Test Track.
  - DeltaWing відчував деякі проблеми: через наявність у Polyphony Digital ліцензії на автомобілі Nissan, вона могла створити в грі DeltaWing, але коли розробники боліда стали судитися з Nissan, Polyphony Digital не міг використовувати в грі DeltaWing. Ходили чутки, що DeltaWing буде видалений з гри. Коли все налагодилося, в грі з'явилося навіть дві версії DeltaWing'a, але тепер вони виділені в окремого виробника.
  - У версії 1.01 гравці могли обдурити систему і отримати 20000000 Cr.
  - Скоро з'явиться екранізація серії Gran Turismo.
  - За словами Кадзунорі Ямаути, продюсера гри, Gran Turismo 7 не змусить себе довго чекати.
  - Стала гонкою 2013 року до версії журналу Ігроманія.
  - Японський виробник шин Yokohama повністю розробив модель поведінки шин, проте потрібно уточнити, що просимульовано тільки їх поведінку на дорозі, знос шин не просімульований зовсім.
  - Заїзди на витривалість урізані за часом і не такі довгі як в GT5. Наприклад гонка 24 години Нюрбургринга скорочена до 24 хвилин, однак в мережевих заїздах гравці можуть їздити навіть по 24 години реального часу.
  - Починаючи з виходу гри, гравці виявили те, що модель BMW M3 GT2 Base Model '11 відсутня в автосалоні. Проте пізніше з'ясувалося, що для відкриття автомобіля необхідно виграти гонку на BMW M3 GT (в розмальовках M) в аркадному режимі або купити одну з доступних BMW M3 GT (або E92). Помилка це чи реальний задум розробників невідомо.